# Lijst van oorlogsmonumenten in Bloemendaal
De Nederlandse gemeente Bloemendaal heeft 5 oorlogsmonumenten. Hieronder een overzicht.
| Nr.  | Object                          | Herdachte groep       | Ontwerper                                                          | Onthulling       | Type            | Locatie                                    | Plaats      | Coördinaten                   | Foto                            |
| ---- | ------------------------------- | --------------------- | ------------------------------------------------------------------ | ---------------- | --------------- | ------------------------------------------ | ----------- | ----------------------------- | ------------------------------- |
| 1660 | Wenende vrouw                   | algemeen, allen       | Truus Loeff-van Someren Gréve (1904-2001)                          | 3 mei 1947       | beeld/sculptuur | Bennebroekerlaan, 2121 GP                  | Bennebroek  | 52° 19' 25" NB, 4° 35' 50" OL | Wenende vrouw                   |
| 1811 | De acht gedenkstenen            | verzet Nederland      | Anton Lavertu                                                      |                  | gedenksteen     |                                            | Bloemendaal | 52° 24' 20" NB, 4° 37' 22" OL | De acht gedenkstenen            |
| 1812 | Bevrijdingsmonument Bloemendaal | Inwoners Bloemendaal  | Karel Johan Aanstoot (ontwerper), Katinka van Rood (beeldhouwster) | 7 oktober 1949   | beeld/sculptuur | Kennemerweg, 2061 JC                       | Bloemendaal | 52° 24' 32" NB, 4° 37' 33" OL | Bevrijdingsmonument Bloemendaal |
| 1813 | Erebegraafplaats                | verzet Nederland      | A. Komter, G.H. Holt, Oswald Wenckebach (urn)                      | 27 november 1945 | overig          | Zeeweg 26, 2051 EC                         | Overveen    | 52° 23' 54" NB, 4° 34' 46" OL | Meer afbeeldingen               |
|      | Stolpersteine                   | vervolgden Nederland. |                                                                    |                  | relief          | Zie Lijst van Stolpersteine in Bloemendaal | Bloemendaal |                               | Meer afbeeldingen               |

Aalsmeer ·
Alkmaar ·
Amstelveen ·
Amsterdam ·
Bergen ·
Beverwijk ·
Blaricum ·
Bloemendaal ·
Castricum ·
Den Helder ·
Diemen ·
Dijk en Waard ·
Drechterland ·
Edam-Volendam ·
Enkhuizen ·
Gooise Meren ·
Haarlem ·
Haarlemmermeer ·
Heemskerk ·
Heemstede ·
Heiloo ·
Hilversum ·
Hollands Kroon ·
Hoorn ·
Huizen ·
Koggenland ·
Landsmeer ·
Laren ·
Medemblik ·
Oostzaan ·
Opmeer ·
Ouder-Amstel ·
Purmerend ·
Schagen ·
Stede Broec ·
Texel ·
Uitgeest ·
Uithoorn ·
Velsen ·
Waterland ·
Weesp ·
Wijdemeren ·
Wormerland ·
Zaanstad ·
Zandvoort